# Per Karlsson (släggkastare)
Per Karlsson född 21 april 1967 i Växjö, är en svensk släggkastare. Han är bosatt i Alvesta och är numera verksam som diplomerad osteopat samt som träningsrådgivare.
Karlsson kastade som längst 75,78, vilket vid denna tidpunkt (år 2000) förde in honom på femte plats genom alla tider i Sverige. Bara Tore Gustafsson (80,14), Kjell Bystedt (78,64), Bengt Johansson (76,32) och Mattias Jons (76,12 meter) hade kastat längre.
Per Karlsson har vunnit släggkastningen på SM 3 gånger (1996-1998) och var under många år given i finnkampslaget.
Vid VM i friidrott i Göteborg 1995 deltog han men slogs ut i släggkvalet.

## Resultatutveckling
- 2007: 56,78[källa behövs]
- 2006: Retired
- 2005: 67,06[källa behövs]
- 2004: 64,50[källa behövs]
- 2003: 64,17[källa behövs]
- 2002: 69,54[6]
- 2001: 71,49[6]
- 2000: 75,78[6]
- 1999: 71,52[6]
- 1998: 75,29[källa behövs]
- 1995: 72,48[6]

## Personliga rekord
| Utomhus - Släggkastning – 75,78 (Västerås 4 augusti 2000) |